# Dinma Odiakosa
Chuckwudinma "Dinma" Odiakosa (Akwukwu, 21 de diciembre de 1985) es un jugador nigeriano de baloncesto profesional. Con 2,03 metros de altura ocupa la posición de pívot.

## Biografía
Se formó como jugador en la Universidad de Illinois State de la NCAA estadounidense, donde en su último año se convirtió en uno de los jugadores más importantes de la plantilla finalizando la temporada con unos números de 12,8 puntos y 8,6 rebotes por partido.
En 2010 decide marcharse a Europa y fichar por el UB La Palma de la LEB Oro de España donde acabó la liga regular con unas medias de 11,5 puntos y 6,5 rebotes por encuentro.
La temporada 2011-12 fichó por el Melilla Baloncesto, también de la LEB Oro.

## Trayectoria deportiva
- 2010/11. LEB Oro. UB La Palma
- 2011/12. LEB Oro. Melilla Baloncesto
- 2003-2004 :  Dodan Warriors
- 2004-2005 :  Delta Force Asaba
- 2005-2010 :  Illionis State
- 2010-2011 :  UB La Palma (LEB Oro)
- 2011-2012 :  Melila Baloncesto (LEB Oro) después  Metros de Santiago (LNB)
- 2012-2013 :  Maccabi Hod Hasharon
- 2013-2014 :  Panevezys Lietkabelis (LKL) después  Ironi Nahariya (Liga Leumit)
- 2014-2015 :  Boulazac BD (Pro B)
- 2015-2016 :  Saint Quentin BB (Pro B)
- 2016-2017 :  STB Le Havre (Pro B)
- 2017-2018 :  ESSM Le Portel (Pro A)
- 2018-2020 :  SLUC Nancy (Pro B)
- 2020-presente :  Lille Métropole (Pro B)